# Campeonato Brasileño de Fútbol Serie D 2017
El Campeonato Brasileño de Serie D 2017 fue la novena (9ª) edición del campeonato de cuarta categoría del fútbol brasileño. Para esta edición, cuenta con la participación de 68 equipos, los cuales clasificaron por sus respectivos torneos estatales o por campeonatos organizados por cada una de las federaciones. Además, muchos de los equipos que participarán en esta edición también fueron participantes en la temporada anterior.

## Sistema de juego
Los 68 equipos clasificados fueron divididos en 17 grupos de 4 equipos cada uno. Se jugarán partidos de ida y vuelta entre los equipos de cada grupo, llegando a máximo seis partidos en la primera fase.
Los mejores equipos de cada grupo y, además, los 15 mejores segundos clasificarán a la segunda fase.
Luego, se ubican dos equipos y se jugarán partidos de ida y vuelta para llegar a los dieciseisavos de final, octavos de final, cuartos de final, semifinal y final.
Finalmente, los cuatro equipos clasificados a la semifinal serán ascendidos al Campeonato Brasileño de Fútbol Serie C 2018.

### Criterios de desempate
En caso de que haya dos o más equipos empatados en puntos al final de la primera fase (fase de grupos), los criterios de desempate son:
1. Mayor número de partidos ganados.
2. Mejor diferencia de gol.
3. Mayor número de goles a favor.
4. Resultado del partido jugado entre los equipos.
5. Menor número de tarjetas rojas recibidas.
6. Menor número de tarjetas amarillas recibidas.
7. Sorteo.

En caso de que haya dos o más equipos empatados en puntos al final de la segunda, tercera, cuarta, quinta y sexta fase (dieciseisavos de final, octavos de final, cuartos de final, semifinal y final, respectivamente), los criterios de desempate son:
1. Mejor diferencia de gol.
2. Mayor número de goles a favor en calidad de visitante.
3. Tiros desde el punto penal.

## Equipos participantes
Para esta edición, se mantiene la distribución de los equipos con respecto al año anterior, es decir, la Confederación Brasileña de Fútbol distribuye los cupos por estado de acuerdo a su desempeño en el Ranking Nacional de Federaciones. De acuerdo con esto, cada estado tiene los siguientes cupos para el campeonato:
- São Paulo: 4 cupos.
- Río de Janeiro: 3 cupos.
- Minas Gerais: 3 cupos.
- Paraná: 3 cupos.
- Santa Catarina: 3 cupos.
- Río Grande del Sur: 3 cupos.
- Pernambuco: 3 cupos.
- Goiás: 3 cupos.
- Bahía: 3 cupos.
- Río Grande del Norte,  Ceará,  Alagoas,  Sergipe,  Pará,  Mato Grosso,  Mato Grosso del Sur,  Espírito Santo,  Maranhão,  Paraíba,  Distrito Federal,  Amazonas,  Acre,  Piauí,  Tocantins,  Amapá,  Roraima y  Rondonia: 2 cupos por estado.

De esta manera, los equipos clasificados son:
| Estado                                     | Equipo                                                              | Vía de clasificación |
| ------------------------------------------ | ------------------------------------------------------------------- | --- |
| Acre 2 cupos                               | Atlético Acreano Río Branco - AC                                    | Campeón del Campeonato Acreano 2016 Subcampeón del Campeonato Acreano 2016 |
| Alagoas 2 cupos                            | Murici Coruripe                                                     | Mejor ubicado del Campeonato Alagoano 2016 Segundo mejor ubicado del Campeonato Alagoano 2016 |
| Amapá 2 cupo                               | Santos - AP Trem                                                    | Campeón de Campeonato Amapaense 2016 Subcampeón de Campeonato Amapaense 2016 |
| Amazonas 2 cupos                           | Fast Clube Princesa do Solimões                                     | Campeón del Campeonato Amazonense 2016 Subcampeón del Campeonato Amazonense 2016 |
| Bahía 3 cupos                              | Jacobina Juazeirense Fluminense de Feira                            | Subcampeón de la Copa Governador 2016 Mejor ubicado del Campeonato Baiano 2016 Segundo mejor ubicado del Campeonato Baiano 2016 |
| Ceará 2 cupos                              | Guaraní de Juazeiro Guarany de Sobral                               | Mejor ubicado del Campeonato Cearense 2016 Segundo mejor ubicado del Campeonato Cearense 2016 |
| Distrito Federal 2 cupos                   | Luziânia Ceilândia                                                  | Campeón del Campeonato Brasiliense 2016 Subcampeón del Campeonato Brasiliense 2016 |
| Espírito Santo 2 cupos                     | Desportiva Ferroviária Espírito Santo                               | Campeón del Campeonato Capixaba 2016 Campeón del Torneo Selectivo para la Serie D 2017 |
| Goiás 3 cupos                              | Anápolis Itumbiara Aparecidense                                     | Mejor ubicado del Campeonato Goiano 2016 Segundo mejor ubicado del Campeonato Goiano 2016 Tercer mejor ubicado del Campeonato Goiano 2016 |
| Maranhão 2 cupos                           | Maranhão Cordino                                                    | Mejor ubicado del Campeonato Maranhense 2016 Segundo mejor ubicado del Campeonato Maranhense 2016 |
| Mato Grosso 2 cupos                        | Sinop União Rondonópolis                                            | Mejor ubicado del Campeonato Matogrossense 2016 Segundo mejor ubicado del Campeonato Matogrossense 2016 |
| Mato Grosso del Sur 2 cupos                | Sete de Setembro Comercial - MS                                     | Campeón del Campeonato Sul-Matogrossense 2016 Subcampeón del Campeonato Sul-Matogrossense 2016 |
| Minas Gerais 3 cupos                       | URT Caldense Villa Nova                                             | Mejor ubicado del Campeonato Mineiro 2016 Segundo mejor ubicado del Campeonato Mineiro 2016 Tercer mejor ubicado del Campeonato Mineiro 2016 |
| Pará 2 cupos                               | São Francisco São Raimundo - PA                                     | Mejor ubicado del Campeonato Paraense 2016 Segundo mejor ubicado del Campeonato Parense 2016 |
| Paraíba 3 cupos                            | Campinense Sousa                                                    | Mejor ubicado del Campeonato Paraibano 2016 Segundo mejor ubicado del Campeonato Paraibano 2016 |
| Paraná 3 cupos                             | Operário - PR PSTC Foz do Iguaçu                                    | Campeón da Taça FPF de 2016 Mejor ubicado del Campeonato Paranaense 2016 Segundo mejor ubicado del Campeonato Paranaense 2016 |
| Pernambuco 3 cupos                         | Central América Pernambucano Atlético Pernambucano                  | Mejor ubicado del Grupo A del Campeonato Pernambucano 2016 Mejor ubicado del Grupo B del Campeonato Pernambucano 2016 Cuarto mejor ubicado del Campeonato Pernambucano 2016 |
| Piauí 2 cupos + 1 adicional                | Ríver Altos Parnahyba                                               | Puesto 19 del Campeonato Brasileño de Fútbol Serie C 2016 Mejor ubicado del Campeonato Piauiense 2016 Segundo mejor ubicado del Campeonato Piauiense 2016 |
| Río de Janeiro 3 cupos                     | Portuguesa - RJ Bangu Boavista                                      | Campeón de la Copa Río de 2016 Mejor ubicado del Campeonato Carioca 2016 Segundo mejor ubicado del Campeonato Carioca 2016 |
| Río Grande del Norte 2 cupos + 1 adicional | América de Natal Globo Potiguar                                     | Puesto 17 del Campeonato Brasileño de Fútbol Serie C 2016 Mejor ubicado del Campeonato Potiguar 2016 Segundo mejor ubicado del Campeonato Potiguar 2016 |
| Río Grande del Sur 3 cupos                 | São José - RS São Paulo - RS Novo Hamburgo                          | Mejor ubicado del Campeonato Gaúcho 2016 Segundo mejor ubicado del Campeonato Gaúcho 2016 Tercer mejor ubicado del Campeonato Gaúcho 2016 |
| Rondonia 2 cupos                           | Genus Real Ariquemes                                                | Subcampeón del Campeonato Rondoniense 2016 Mejor ubicado del Campeonato Rondoniense 2016 |
| Roraima 2 cupos                            | São Raimundo - RR Baré                                              | Campeón del Campeonato Roraimense 2016 Subcampeón del Campeonato Roraimense 2016 |
| São Paulo 4 cupos + 2 adicionales          | Portuguesa Ituano XV de Novembro Audax São Bernardo Red Bull Brasil | Puesto 18 del Campeonato Brasileño de Fútbol Serie C 2016 Cuarto mejor ubicado del Campeonato Paulista 2016 Campeón de la Copa Paulista 2016 Mejor ubicado del Campeonato Paulista 2016 Segundo mejor ubicado del Campeonato Paulista 2016 Tercer mejor ubicado del Campeonato Paulista 2016 |
| Santa Catarina 3 cupos                     | Brusque Internacional de Lages Metropolitano                        | Mejor ubicado del Campeonato Catarinense 2016 Segundo mejor ubicado del Campeonato Catarinense 2016 Tercer mejor ubicado del Campeonato Catarinense 2016 |
| Sergipe 2 cupos                            | Sergipe Itabaiana                                                   | Campeón del Campeonato Sergipano 2016 Subcampeón del Campeonato Sergipano 2016 |
| Tocantins 2 cupos                          | Gurupi Tocantins                                                    | Campeón del Campeonato Tocantinense 2016 Subcampeón del Campeonato Tocantinense 2016 |

## Fase de grupos
- Los grupos y partidos que se presentan a continuación fueron publicados el 9 de marzo.[6]

### Grupo A1
| Pos. | Equipos              | PJ | PG | PE | PP | GF | GC | Dif. | Pts. |
| ---- | -------------------- | -- | -- | -- | -- | -- | -- | ---- | ---- |
| 1.   | Atlético Acreano     | 6  | 4  | 1  | 1  | 16 | 6  | +10  | 13   |
| 2.   | Princesa do Solimões | 6  | 4  | 0  | 2  | 9  | 4  | +5   | 12   |
| 3.   | Trem                 | 6  | 3  | 0  | 3  | 7  | 11 | -4   | 9    |
| 4.   | Real Ariquemes       | 6  | 0  | 1  | 5  | 3  | 14 | -11  | 1    |

| Primera | Princesa do Solimões | 3 - 0 | Real Ariquemes       | Gilbertão | 21 de mayo  | 17:00 |
| Primera | Trem                 | 2 - 3 | Atlético Acreano     | Zerão     | 22 de mayo  | 20:30 |
| Segunda | Atlético Acreano     | 2 - 1 | Princesa do Solimões | Florestão | 28 de mayo  | 19:00 |
| Segunda | Real Ariquemes       | 0 - 1 | Trem                 | Valerião  | 28 de mayo  | 19:00 |
| Tercera | Atlético Acreano     | 5 - 0 | Real Ariquemes       | Florestão | 4 de junio  | 19:00 |
| Tercera | Trem                 | 2 - 0 | Princesa do Solimões | Zerão     | 5 de junio  | 20:30 |
| Cuarta  | Princesa do Solimões | 3 - 0 | Trem                 | Gilbertão | 10 de junio | 17:00 |
| Cuarta  | Real Ariquemes       | 2 - 2 | Atlético Acreano     | Valerião  | 11 de junio | 19:00 |
| Quinta  | Princesa do Solimões | 1 - 0 | Atlético Acreano     | Gilbertão | 18 de junio | 17:00 |
| Quinta  | Trem                 | 2 - 1 | Real Ariquemes       | Zerão     | 19 de junio | 20:30 |
| Sexta   | Atlético Acreano     | 4 - 0 | Trem                 | Florestão | 25 de junio | 18:00 |
| Sexta   | Real Ariquemes       | 0 - 1 | Princesa do Solimões | Valerião  | 25 de junio | 18:00 |

### Grupo A2
| Pos. | Equipos           | PJ | PG | PE | PP | GF | GC | Dif. | Pts. |
| ---- | ----------------- | -- | -- | -- | -- | -- | -- | ---- | ---- |
| 1.   | Gurupi            | 6  | 3  | 2  | 1  | 9  | 6  | +3   | 11   |
| 2.   | São Raimundo - PA | 6  | 3  | 1  | 2  | 11 | 7  | +4   | 7    |
| 3.   | Fast Clube        | 6  | 1  | 4  | 1  | 6  | 7  | -1   | 7    |
| 4.   | Baré              | 6  | 0  | 2  | 4  | 3  | 9  | -6   | 3    |

| Primera | São Raimundo - PA | 2 - 0 | Gurupi            | Colosso do Tapajós | 21 de mayo  | 16:00 |
| Primera | Baré              | 0 - 0 | Fast Clube        | Vila Olímpica      | 21 de mayo  | 18:30 |
| Segunda | Fast Clube        | 3 - 2 | São Raimundo - PA | Arena da Amazônia  | 28 de mayo  | 17:00 |
| Segunda | Gurupi            | 1 - 1 | Baré              | Resendão           | 28 de mayo  | 18:00 |
| Tercera | Fast Clube        | 1 - 1 | Gurupi            | Arena da Amazônia  | 4 de junio  | 17:00 |
| Tercera | Baré              | 0 - 1 | São Raimundo - PA | Ribeirão           | 4 de junio  | 18:30 |
| Cuarta  | São Raimundo - PA | 4 - 0 | Baré              | Colosso do Tapajós | 11 de junio | 16:00 |
| Cuarta  | Gurupi            | 2 - 0 | Fast Clube        | Resendão           | 11 de junio | 18:00 |
| Quinta  | São Raimundo - PA | 1 - 1 | Fast Clube        | Colosso do Tapajós | 18 de junio | 17:00 |
| Quinta  | Baré              | 1 - 2 | Gurupi            | Ribeirão           | 18 de junio | 19:30 |
| Sexta   | Fast Clube        | 1 - 1 | Baré              | Arena da Amazônia  | 25 de junio | 18:00 |
| Sexta   | Gurupi            | 3 - 1 | São Raimundo - PA | Resendão           | 25 de junio | 18:00 |

### Grupo A3
| Pos. | Equipos           | PJ | PG | PE | PP | GF | GC | Dif. | Pts. |
| ---- | ----------------- | -- | -- | -- | -- | -- | -- | ---- | ---- |
| 1.   | Río Branco - AC   | 6  | 4  | 1  | 1  | 10 | 6  | +4   | 13   |
| 2.   | São Francisco     | 6  | 2  | 3  | 1  | 7  | 6  | +1   | 9    |
| 4.   | São Raimundo - RR | 6  | 1  | 2  | 3  | 7  | 9  | -2   | 5    |
| 3.   | Genus             | 6  | 1  | 2  | 3  | 7  | 10 | -3   | 5    |

| Primera | Río Branco - AC   | 4 - 3 | São Raimundo - RR | Arena da Floresta  | 21 de mayo  | 18:00 |
| Primera | Genus             | 1 - 1 | São Francisco     | Aluizão            | 21 de mayo  | 19:00 |
| Segunda | São Raimundo - RR | 1 - 1 | Genus             | Vila Olímpica      | 28 de mayo  | 18:00 |
| Segunda | São Francisco     | 0 - 1 | Río Branco - AC   | Colosso do Tapajós | 28 de mayo  | 18:00 |
| Tercera | São Francisco     | 1 - 0 | São Raimundo - RR | Colosso do Tapajós | 4 de junio  | 18:00 |
| Tercera | Genus             | 1 - 2 | Río Branco - AC   | Aluizão            | 4 de junio  | 19:00 |
| Cuarta  | Río Branco - AC   | 3 - 1 | Genus             | Florestão          | 11 de junio | 18:00 |
| Cuarta  | São Raimundo - RR | 2 - 2 | São Francisco     | Ribeirão           | 11 de junio | 18:00 |
| Quinta  | Río Branco - AC   | 0 - 0 | São Francisco     | Florestão          | 18 de junio | 18:00 |
| Quinta  | Genus             | 1 - 0 | São Raimundo - RR | Aluizão            | 18 de junio | 19:00 |
| Sexta   | São Francisco     | 3 - 2 | Genus             | Colosso do Tapajós | 25 de junio | 18:00 |
| Sexta   | São Raimundo - RR | 1 - 0 | Río Branco - AC   | Ribeirão           | 25 de junio | 18:00 |

### Grupo A4
| Pos. | Equipos     | PJ | PG | PE | PP | GF | GC | Dif. | Pts. |
| ---- | ----------- | -- | -- | -- | -- | -- | -- | ---- | ---- |
| 1.   | Santos - AP | 6  | 4  | 1  | 1  | 11 | 6  | +5   | 13   |
| 2.   | Altos       | 6  | 3  | 1  | 2  | 14 | 6  | +6   | 10   |
| 3.   | Cordino     | 6  | 2  | 1  | 3  | 5  | 9  | -4   | 7    |
| 4.   | Tocantins   | 6  | 1  | 1  | 4  | 5  | 14 | -9   | 4    |

| Primera | Cordino     | 1 - 0 | Santos - AP | Leandrão          | 21 de mayo  | 15:30 |
| Primera | Tocantins   | 1 - 3 | Altos       | Castanheirão      | 21 de mayo  | 17:00 |
| Segunda | Altos       | 4 - 0 | Cordino     | Lindolfo Monteiro | 27 de mayo  | 17:00 |
| Segunda | Santos - AP | 5 - 2 | Tocantins   | Zerão             | 28 de mayo  | 17:00 |
| Tercera | Altos       | 1 - 2 | Santos - AP | Lindolfo Monteiro | 3 de junio  | 17:00 |
| Tercera | Tocantins   | 1 - 0 | Cordino     | Castanheirão      | 4 de junio  | 16:00 |
| Cuarta  | Cordino     | 1 - 1 | Tocantins   | Leandrão          | 11 de junio | 16:00 |
| Cuarta  | Santos - AP | 1 - 1 | Altos       | Zerão             | 11 de junio | 17:00 |
| Quinta  | Cordino     | 2 - 1 | Altos       | Leandrão          | 18 de junio | 16:00 |
| Quinta  | Tocantins   | 0 - 1 | Santos - AP | Castanheirão      | 18 de junio | 16:00 |
| Sexta   | Altos       | 4 - 0 | Tocantins   | Lindolfo Monteiro | 25 de junio | 18:00 |
| Sexta   | Santos - AP | 2 - 1 | Cordino     | Zerão             | 25 de junio | 18:00 |

### Grupo A5
| Pos. | Equipos           | PJ | PG | PE | PP | GF | GC | Dif. | Pts. |
| ---- | ----------------- | -- | -- | -- | -- | -- | -- | ---- | ---- |
| 1.   | Guarany de Sobral | 6  | 4  | 1  | 1  | 10 | 7  | +3   | 13   |
| 2.   | Maranhão          | 6  | 3  | 1  | 2  | 9  | 4  | +5   | 10   |
| 3.   | Ríver             | 6  | 3  | 0  | 3  | 8  | 8  | -1   | 9    |
| 4.   | Potiguar          | 6  | 0  | 2  | 4  | 4  | 11 | -7   | 2    |

| Primera | Ríver             | 1 - 2 | Guarany de Sobral | Lindolfo Monteiro | 21 de mayo  | 16:00 |
| Primera | Potiguar          | 0 - 0 | Maranhão          | Nogueirão         | 21 de mayo  | 17:00 |
| Segunda | Maranhão          | 3 - 0 | Ríver             | Castelão          | 28 de mayo  | 16:00 |
| Segunda | Guarany de Sobral | 2 - 2 | Potiguar          | Junco             | 28 de mayo  | 16:00 |
| Tercera | Maranhão          | 1 - 0 | Guarany de Sobral | Castelão          | 4 de junio  | 16:00 |
| Tercera | Potiguar          | 0 - 2 | Ríver             | Nogueirão         | 4 de junio  | 17:00 |
| Cuarta  | Guarany de Sobral | 2 - 1 | Maranhão          | Junco             | 11 de junio | 16:00 |
| Cuarta  | Ríver             | 2 - 1 | Potiguar          | Lindolfo Monteiro | 11 de junio | 17:00 |
| Quinta  | Ríver             | 2 - 1 | Maranhão          | Lindolfo Monteiro | 18 de junio | 17:00 |
| Quinta  | Potiguar          | 1 - 2 | Guarany de Sobral | Nogueirão         | 18 de junio | 17:00 |
| Sexta   | Maranhão          | 3 - 0 | Potiguar          | Nhozinho Santos   | 25 de junio | 18:00 |
| Sexta   | Guarany de Sobral | 2 - 1 | Ríver             | Junco             | 25 de junio | 18:00 |

### Grupo A6
| Pos. | Equipos              | PJ | PG | PE | PP | GF | GC | Dif. | Pts. |
| ---- | -------------------- | -- | -- | -- | -- | -- | -- | ---- | ---- |
| 1.   | Globo                | 6  | 4  | 0  | 2  | 7  | 3  | +4   | 12   |
| 2.   | Parnahyba            | 6  | 3  | 0  | 3  | 6  | 4  | +2   | 9    |
| 3.   | América Pernambucano | 6  | 2  | 1  | 3  | 3  | 5  | -4   | 7    |
| 4.   | Guaraní de Juazeiro  | 6  | 2  | 1  | 3  | 3  | 7  | -4   | 7    |

| Primera | Guaraní de Juazeiro  | 1 - 0 | América Pernambucano | Agenorzão    | 21 de mayo  | 16:00 |
| Primera | Parnahyba            | 2 - 0 | Globo                | Pedro Alelaf | 21 de mayo  | 16:00 |
| Segunda | América Pernambucano | 1 - 0 | Parnahyba            | Ademir Cunha | 28 de mayo  | 16:00 |
| Segunda | Globo                | 2 - 0 | Guaraní de Juazeiro  | Barrettão    | 28 de mayo  | 17:00 |
| Tercera | América Pernambucano | 1 - 0 | Globo                | Ademir Cunha | 4 de junio  | 16:00 |
| Tercera | Guaraní de Juazeiro  | 1 - 0 | Parnahyba            | Romeirão     | 4 de junio  | 16:00 |
| Cuarta  | Parnahyba            | 2 - 0 | Guaraní de Juazeiro  | Pedro Alelaf | 11 de junio | 16:00 |
| Cuarta  | Globo                | 1 - 0 | América Pernambucano | Barrettão    | 11 de junio | 17:00 |
| Quinta  | Parnahyba            | 2 - 0 | América Pernambucano | Pedro Alelaf | 18 de junio | 16:00 |
| Quinta  | Guaraní de Juazeiro  | 0 - 2 | Globo                | Romeirão     | 18 de junio | 16:00 |
| Sexta   | América Pernambucano | 1 - 1 | Guaraní de Juazeiro  | Ademir Cunha | 25 de junio | 18:00 |
| Sexta   | Globo                | 2 - 0 | Parnahyba            | Barrettão    | 25 de junio | 18:00 |

### Grupo A7
| Pos. | Equipos     | PJ | PG | PE | PP | GF | GC | Dif. | Pts. |
| ---- | ----------- | -- | -- | -- | -- | -- | -- | ---- | ---- |
| 1.   | Juazeirense | 6  | 2  | 3  | 1  | 9  | 6  | +3   | 9    |
| 2.   | Sousa       | 6  | 2  | 3  | 1  | 6  | 4  | +2   | 9    |
| 3.   | Coruripe    | 6  | 2  | 1  | 3  | 9  | 10 | -1   | 7    |
| 4.   | Central     | 6  | 2  | 1  | 3  | 7  | 11 | -4   | 7    |

| Primera | Coruripe    | 2 - 3 | Juazeirense | Gerson Amaral | 21 de mayo  | 16:00 |
| Primera | Sousa       | 2 - 0 | Central     | Marizão       | 21 de mayo  | 17:00 |
| Segunda | Juazeirense | 0 - 0 | Sousa       | Adauto Moraes | 27 de mayo  | 18:30 |
| Segunda | Central     | 3 - 2 | Coruripe    | Lacerdão      | 28 de mayo  | 16:00 |
| Tercera | Central     | 1 - 1 | Juazeirense | Lacerdão      | 4 de junio  | 16:00 |
| Tercera | Sousa       | 1 - 1 | Coruripe    | Marizão       | 4 de junio  | 17:00 |
| Cuarta  | Juazeirense | 3 - 0 | Central     | Adauto Moraes | 10 de junio | 18:30 |
| Cuarta  | Coruripe    | 1 - 0 | Sousa       | Gerson Amaral | 11 de junio | 16:00 |
| Quinta  | Coruripe    | 2 - 3 | Central     | Gerson Amaral | 18 de junio | 16:00 |
| Quinta  | Sousa       | 2 - 2 | Juazeirense | Marizão       | 18 de junio | 17:00 |
| Sexta   | Juazeirense | 0 - 1 | Coruripe    | Adauto Moraes | 25 de junio | 18:00 |
| Sexta   | Central     | 0 - 1 | Sousa       | Lacerdão      | 25 de junio | 18:00 |

### Grupo A8
| Pos. | Equipos               | PJ | PG | PE | PP | GF | GC | Dif. | Pts. |
| ---- | --------------------- | -- | -- | -- | -- | -- | -- | ---- | ---- |
| 1.   | Fluminense de Feira   | 6  | 2  | 3  | 1  | 9  | 5  | +4   | 9    |
| 2.   | Campinense            | 6  | 2  | 2  | 2  | 6  | 5  | +1   | 8    |
| 3.   | Atlético Pernambucano | 6  | 2  | 1  | 3  | 9  | 12 | -3   | 7    |
| 4.   | Itabaiana             | 6  | 2  | 2  | 2  | 8  | 10 | -2   | 5    |

| Primera | Itabaiana             | 1 - 4 | Fluminense de Feira   | Etelvino Mendonça    | 21 de mayo  | 16:00 |
| Primera | Atlético Pernambucano | 4 - 3 | Campinense            | Municipal de Carpina | 21 de mayo  | 16:00 |
| Segunda | Campinense            | 1 - 0 | Itabaiana             | Amigão               | 28 de mayo  | 17:00 |
| Segunda | Fluminense de Feira   | 3 - 1 | Atlético Pernambucano | Joia da Princesa     | 31 de mayo  | 20:30 |
| Tercera | Fluminense de Feira   | 0 - 0 | Campinense            | Joia da Princesa     | 4 de junio  | 16:00 |
| Tercera | Itabaiana             | 2 - 1 | Atlético Pernambucano | Etelvino Mendonça    | 4 de junio  | 16:00 |
| Cuarta  | Atlético Pernambucano | 2 - 2 | Itabaiana             | Municipal de Carpina | 11 de junio | 16:00 |
| Cuarta  | Campinense            | 0 - 0 | Fluminense de Feira   | Amigão               | 11 de junio | 17:00 |
| Quinta  | Itabaiana             | 1 - 0 | Campinense            | Etelvino Mendonça    | 18 de junio | 16:00 |
| Quinta  | Atlético Pernambucano | 1 - 0 | Fluminense de Feira   | Municipal de Carpina | 18 de junio | 16:00 |
| Sexta   | Campinense            | 2 - 0 | Atlético Pernambucano | Amigão               | 25 de junio | 18:00 |
| Sexta   | Fluminense de Feira   | 2 - 2 | Itabaiana             | Joia da Princesa     | 25 de junio | 18:00 |

### Grupo A9
| Pos. | Equipos          | PJ | PG | PE | PP | GF | GC | Dif. | Pts. |
| ---- | ---------------- | -- | -- | -- | -- | -- | -- | ---- | ---- |
| 1.   | América de Natal | 6  | 5  | 0  | 1  | 13 | 4  | +9   | 15   |
| 2.   | Jacobina         | 6  | 3  | 0  | 3  | 9  | 9  | 0    | 9    |
| 3.   | Sergipe          | 6  | 2  | 0  | 4  | 7  | 11 | -4   | 6    |
| 4.   | Murici           | 6  | 2  | 0  | 4  | 7  | 12 | -5   | 6    |

| Primera | América de Natal | 3 - 0 | Murici           | Arena das Dunas | 21 de mayo  | 16:00 |
| Primera | Jacobina         | 2 - 1 | Sergipe          | José Rocha      | 21 de mayo  | 16:00 |
| Segunda | Murici           | 3 - 2 | Jacobina         | José Gomes      | 28 de mayo  | 16:00 |
| Segunda | Sergipe          | 0 - 2 | América de Natal | Baptistão       | 28 de mayo  | 16:00 |
| Tercera | Murici           | 3 - 0 | Sergipe          | José Gomes      | 4 de junio  | 16:00 |
| Tercera | América de Natal | 3 - 1 | Jacobina         | Arena das Dunas | 5 de junio  | 19:00 |
| Cuarta  | Sergipe          | 2 - 1 | Murici           | Baptistão       | 10 de junio | 16:00 |
| Cuarta  | Jacobina         | 1 - 0 | América de Natal | José Rocha      | 11 de junio | 16:00 |
| Quinta  | Jacobina         | 3 - 0 | Murici           | José Rocha      | 18 de junio | 16:00 |
| Quinta  | América de Natal | 3 - 2 | Sergipe          | Arena das Dunas | 18 de junio | 16:00 |
| Sexta   | Murici           | 0 - 2 | América de Natal | José Gomes      | 25 de junio | 18:00 |
| Sexta   | Sergipe          | 2 - 0 | Jacobina         | Baptistão       | 25 de junio | 18:00 |

### Grupo A10
| Pos. | Equipos        | PJ | PG | PE | PP | GF | GC | Dif. | Pts. |
| ---- | -------------- | -- | -- | -- | -- | -- | -- | ---- | ---- |
| 1.   | Ceilândia      | 6  | 3  | 1  | 2  | 8  | 5  | +3   | 10   |
| 2.   | Comercial - MS | 6  | 3  | 1  | 2  | 10 | 9  | +1   | 10   |
| 3.   | Anápolis       | 6  | 2  | 3  | 1  | 8  | 6  | +2   | 9    |
| 4.   | Sinop          | 6  | 0  | 3  | 3  | 5  | 11 | -6   | 3    |

| Primera | Ceilândia      | 1 - 0 | Anápolis       | Abadião      | 21 de mayo  | 16:00 |
| Primera | Comercial - MS | 2 - 0 | Sinop          | Morenão      | 21 de mayo  | 17:00 |
| Segunda | Anápolis       | 1 - 1 | Comercial - MS | Jonas Duarte | 27 de mayo  | 16:00 |
| Segunda | Sinop          | 1 - 1 | Ceilândia      | Massami Uriu | 28 de mayo  | 19:00 |
| Tercera | Comercial - MS | 1 - 3 | Ceilândia      | Morenão      | 4 de junio  | 17:00 |
| Tercera | Sinop          | 2 - 2 | Anápolis       | Massami Uriu | 4 de junio  | 19:00 |
| Cuarta  | Ceilândia      | 0 - 1 | Comercial - MS | Abadião      | 10 de junio | 15:30 |
| Cuarta  | Anápolis       | 0 - 0 | Sinop          | Jonas Duarte | 10 de junio | 16:00 |
| Quinta  | Ceilândia      | 3 - 0 | Sinop          | Abadião      | 17 de junio | 15:30 |
| Quinta  | Comercial - MS | 2 - 3 | Anápolis       | Morenão      | 18 de junio | 17:00 |
| Sexta   | Anápolis       | 2 - 0 | Ceilândia      | Jonas Duarte | 25 de junio | 18:00 |
| Sexta   | Sinop          | 2 - 3 | Comercial - MS | Massami Uriu | 25 de junio | 18:00 |

### Grupo A11
| Pos. | Equipos            | PJ | PG | PE | PP | GF | GC | Dif. | Pts. |
| ---- | ------------------ | -- | -- | -- | -- | -- | -- | ---- | ---- |
| 1.   | União Rondonópolis | 6  | 3  | 2  | 1  | 8  | 6  | +2   | 11   |
| 2.   | Aparecidense       | 6  | 3  | 1  | 2  | 10 | 8  | +2   | 10   |
| 3.   | Luziânia           | 5  | 2  | 3  | 0  | 11 | 5  | +6   | 10   |
| 4.   | Sete de Setembro   | 6  | 0  | 1  | 5  | 3  | 13 | -10  | 1    |

| Primera | União Rondonópolis | 2 - 0 | Sete de Setembro   | Luthero Lopes  | 21 de mayo  | 19:00 |
| Primera | Aparecidense       | 0 - 1 | Luziânia           | Annibal Toledo | 22 de mayo  | 19:30 |
| Segunda | Luziânia           | 1 - 1 | União Rondonópolis | Serra do Lago  | 27 de mayo  | 16:00 |
| Segunda | Sete de Setembro   | 1 - 2 | Aparecidense       | Douradão       | 28 de mayo  | 17:00 |
| Tercera | Luziânia           | 5 - 0 | Sete de Setembro   | Serra do Lago  | 3 de junio  | 16:00 |
| Tercera | Aparecidense       | 3 - 0 | União Rondonópolis | Annibal Toledo | 5 de junio  | 19:30 |
| Cuarta  | Sete de Setembro   | 0 - 0 | Luziânia           | Douradão       | 11 de junio | 17:00 |
| Cuarta  | União Rondonópolis | 2 - 0 | Aparecidense       | Luthero Lopes  | 11 de junio | 19:00 |
| Quinta  | União Rondonópolis | 1 - 1 | Luziânia           | Luthero Lopes  | 18 de junio | 19:00 |
| Quinta  | Aparecidense       | 2 - 1 | Sete de Setembro   | Annibal Toledo | 19 de junio | 19:30 |
| Sexta   | Luziânia           | 3 - 3 | Aparecidense       | Serra do Lago  | 25 de junio | 18:00 |
| Sexta   | Sete de Setembro   | 1 - 2 | União Rondonópolis | Douradão       | 25 de junio | 18:00 |

### Grupo A12
| Pos. | Equipos         | PJ | PG | PE | PP | GF | GC | Dif. | Pts. |
| ---- | --------------- | -- | -- | -- | -- | -- | -- | ---- | ---- |
| 1.   | Portuguesa - RJ | 6  | 4  | 2  | 0  | 9  | 2  | +7   | 14   |
| 2.   | URT             | 6  | 3  | 1  | 2  | 4  | 5  | -1   | 10   |
| 3.   | Itumbiara       | 6  | 2  | 2  | 2  | 5  | 6  | -1   | 8    |
| 4.   | Audax           | 6  | 0  | 1  | 5  | 4  | 8  | -5   | 1    |

| Primera | Portuguesa - RJ | 3 - 0 | URT             | Moça Bonita     | 21 de mayo  | 15:00 |
| Primera | Itumbiara       | 1 - 0 | Audax           | JK              | 21 de mayo  | 16:00 |
| Segunda | Audax           | 0 - 1 | Portuguesa - RJ | José Liberatti  | 28 de mayo  | 16:00 |
| Segunda | URT             | 0 - 1 | Itumbiara       | Zama Maciel     | 28 de mayo  | 16:00 |
| Tercera | Audax           | 0 - 1 | URT             | José Liberatti  | 4 de junio  | 16:00 |
| Tercera | Itumbiara       | 1 - 1 | Portuguesa - RJ | JK              | 4 de junio  | 16:00 |
| Cuarta  | Portuguesa - RJ | 2 - 0 | Itumbiara       | Luso Brasileiro | 10 de junio | 20:00 |
| Cuarta  | URT             | 2 - 1 | Audax           | Zama Maciel     | 11 de junio | 16:00 |
| Quinta  | Portuguesa - RJ | 2 - 1 | Audax           | Luso Brasileiro | 17 de junio | 20:00 |
| Quinta  | Itumbiara       | 0 - 1 | URT             | JK              | 18 de junio | 16:00 |
| Sexta   | Audax           | 2 - 2 | Itumbiara       | José Liberatti  | 25 de junio | 18:00 |
| Sexta   | URT             | 0 - 0 | Portuguesa - RJ | Zama Maciel     | 25 de junio | 18:00 |

### Grupo A13
| Pos. | Equipos                | PJ | PG | PE | PP | GF | GC | Dif. | Pts. |
| ---- | ---------------------- | -- | -- | -- | -- | -- | -- | ---- | ---- |
| 1.   | Villa Nova             | 6  | 2  | 3  | 1  | 6  | 6  | 0    | 9    |
| 2.   | Desportiva Ferroviária | 6  | 2  | 2  | 2  | 5  | 5  | 0    | 8    |
| 3.   | Bangu                  | 6  | 2  | 2  | 2  | 7  | 8  | -1   | 8    |
| 4.   | Portuguesa             | 6  | 2  | 1  | 3  | 5  | 4  | +1   | 7    |

| Primera | Villa Nova             | 1 - 3 | Bangu                  | Castor Cifuentes   | 21 de mayo  | 16:00 |
| Primera | Portuguesa             | 1 - 0 | Desportiva Ferroviária | Canindé            | 21 de mayo  | 19:00 |
| Segunda | Bangu                  | 1 - 0 | Portuguesa             | Moça Bonita        | 27 de mayo  | 15:00 |
| Segunda | Desportiva Ferroviária | 0 - 0 | Villa Nova             | Engenheiro Araripe | 27 de mayo  | 16:00 |
| Tercera | Bangu                  | 0 - 1 | Desportiva Ferroviária | Moça Bonita        | 4 de junio  | 15:00 |
| Tercera | Villa Nova             | 2 - 1 | Portuguesa             | Castor Cifuentes   | 4 de junio  | 16:00 |
| Cuarta  | Portuguesa             | 0 - 0 | Villa Nova             | Canindé            | 9 de junio  | 19:00 |
| Cuarta  | Desportiva Ferroviária | 2 - 2 | Bangu                  | Engenheiro Araripe | 10 de junio | 16:00 |
| Quinta  | Portuguesa             | 3 - 0 | Bangu                  | Canindé            | 17 de junio | 19:00 |
| Quinta  | Villa Nova             | 2 - 1 | Desportiva Ferroviária | Castor Cifuentes   | 18 de junio | 16:00 |
| Sexta   | Bangu                  | 1 - 1 | Villa Nova             | Moça Bonita        | 25 de junio | 18:00 |
| Sexta   | Desportiva Ferroviária | 1 - 0 | Portuguesa             | Engenheiro Araripe | 25 de junio | 18:00 |

### Grupo A14
| Pos. | Equipos         | PJ | PG | PE | PP | GF | GC | Dif. | Pts. |
| ---- | --------------- | -- | -- | -- | -- | -- | -- | ---- | ---- |
| 1.   | Boavista        | 6  | 3  | 2  | 1  | 10 | 7  | +3   | 11   |
| 2.   | Espírito Santo  | 6  | 2  | 3  | 1  | 6  | 4  | +2   | 9    |
| 3.   | Red Bull Brasil | 6  | 2  | 1  | 3  | 5  | 5  | 0    | 7    |
| 4.   | Caldense        | 6  | 2  | 0  | 4  | 6  | 11 | -5   | 6    |

| Primera | Espírito Santo  | 0 - 0 | Red Bull Brasil | Kléber Andrade   | 21 de mayo  | 16:30 |
| Primera | Caldense        | 1 - 3 | Boavista        | Ronaldão         | 21 de mayo  | 17:00 |
| Segunda | Boavista        | 2 - 2 | Espírito Santo  | Elcy Mendonça    | 27 de mayo  | 15:30 |
| Segunda | Red Bull Brasil | 3 - 1 | Caldense        | Moisés Lucarelli | 27 de mayo  | 17:00 |
| Tercera | Espírito Santo  | 0 - 1 | Caldense        | Kléber Andrade   | 3 de junio  | 16:30 |
| Tercera | Red Bull Brasil | 0 - 1 | Boavista        | Moisés Lucarelli | 3 de junio  | 17:00 |
| Cuarta  | Boavista        | 0 - 2 | Red Bull Brasil | Elcy Mendonça    | 10 de junio | 15:00 |
| Cuarta  | Caldense        | 0 - 2 | Espírito Santo  | Ronaldão         | 10 de junio | 16:00 |
| Quinta  | Caldense        | 2 - 0 | Red Bull Brasil | Ronaldão         | 17 de junio | 16:00 |
| Quinta  | Espírito Santo  | 1 - 1 | Boavista        | Kléber Andrade   | 17 de junio | 16:30 |
| Sexta   | Boavista        | 3 - 1 | Caldense        | Elcy Mendonça    | 25 de junio | 18:00 |
| Sexta   | Red Bull Brasil | 0 - 1 | Espírito Santo  | Moisés Lucarelli | 25 de junio | 18:00 |

### Grupo A15
| Pos. | Equipos        | PJ | PG | PE | PP | GF | GC | Dif. | Pts. |
| ---- | -------------- | -- | -- | -- | -- | -- | -- | ---- | ---- |
| 1.   | Operário - PR  | 6  | 4  | 0  | 2  | 6  | 3  | +3   | 12   |
| 2.   | Brusque        | 6  | 3  | 1  | 2  | 8  | 5  | +3   | 10   |
| 3.   | XV de Novembro | 6  | 3  | 0  | 3  | 7  | 8  | -1   | 9    |
| 4.   | São Paulo - RS | 6  | 1  | 1  | 4  | 7  | 12 | -5   | 4    |

| Primera | Operário - PR  | 1 - 0 | Brusque        | Germano Krüger       | 21 de mayo  | 15:30 |
| Primera | XV de Novembro | 1 - 0 | São Paulo - RS | Barão de Serra Negra | 21 de mayo  | 17:00 |
| Segunda | Brusque        | 3 - 1 | XV de Novembro | Augusto Bauer        | 27 de mayo  | 16:00 |
| Segunda | São Paulo - RS | 1 - 0 | Operário - PR  | Aldo Dapuzzo         | 28 de mayo  | 16:00 |
| Tercera | Operário - PR  | 1 - 0 | XV de Novembro | Germano Krüger       | 4 de junio  | 15:30 |
| Tercera | Brusque        | 3 - 1 | São Paulo - RS | Augusto Bauer        | 4 de junio  | 16:00 |
| Cuarta  | XV de Novembro | 0 - 1 | Operário - PR  | Barão de Serra Negra | 9 de junio  | 20:00 |
| Cuarta  | São Paulo - RS | 1 - 1 | Brusque        | Aldo Dapuzzo         | 11 de junio | 15:00 |
| Quinta  | XV de Novembro | 1 - 0 | Brusque        | Barão de Serra Negra | 16 de junio | 20:00 |
| Quinta  | Operário - PR  | 3 - 1 | São Paulo - RS | Germano Krüger       | 18 de junio | 15:30 |
| Sexta   | Brusque        | 1 - 0 | Operário - PR  | Augusto Bauer        | 25 de junio | 18:00 |
| Sexta   | São Paulo - RS | 3 - 4 | XV de Novembro | Aldo Dapuzzo         | 25 de junio | 18:00 |

### Grupo A16
| Pos. | Equipos                | PJ | PG | PE | PP | GF | GC | Dif. | Pts. |
| ---- | ---------------------- | -- | -- | -- | -- | -- | -- | ---- | ---- |
| 1.   | São Bernardo           | 6  | 4  | 1  | 1  | 7  | 3  | +4   | 13   |
| 2.   | Internacional de Lages | 6  | 2  | 2  | 2  | 4  | 4  | 0    | 8    |
| 3.   | Foz do Iguaçu          | 6  | 1  | 3  | 2  | 4  | 6  | -2   | 6    |
| 4.   | Novo Hamburgo          | 6  | 1  | 2  | 3  | 4  | 6  | -2   | 5    |

| Primera | Novo Hamburgo          | 0 - 1 | São Bernardo           | Estadio do Vale  | 21 de mayo  | 16:00 |
| Primera | Internacional de Lages | 1 - 0 | Foz do Iguaçu          | Tio Vida         | 21 de mayo  | 16:00 |
| Segunda | São Bernardo           | 1 - 0 | Internacional de Lages | Primeiro de Maio | 27 de mayo  | 15:00 |
| Segunda | Foz do Iguaçu          | 0 - 0 | Novo Hamburgo          | ABC              | 28 de mayo  | 16:00 |
| Tercera | São Bernardo           | 2 - 0 | Foz do Iguaçu          | Primeiro de Maio | 3 de junio  | 15:00 |
| Tercera | Novo Hamburgo          | 2 - 1 | Internacional de Lages | Estadio do Vale  | 4 de junio  | 16:00 |
| Cuarta  | Internacional de Lages | 1 - 0 | Novo Hamburgo          | Tio Vida         | 11 de junio | 16:00 |
| Cuarta  | Foz do Iguaçu          | 2 - 1 | São Bernardo           | ABC              | 11 de junio | 16:00 |
| Quinta  | Novo Hamburgo          | 1 - 1 | Foz do Iguaçu          | Estadio do Vale  | 18 de junio | 16:00 |
| Quinta  | Internacional de Lages | 0 - 0 | São Bernardo           | Tio Vida         | 19 de junio | 20:00 |
| Sexta   | São Bernardo           | 2 - 1 | Novo Hamburgo          | Primeiro de Maio | 25 de junio | 18:00 |
| Sexta   | Foz do Iguaçu          | 1 - 1 | Internacional de Lages | ABC              | 25 de junio | 18:00 |

### Grupo A17
| Pos. | Equipos       | PJ | PG | PE | PP | GF | GC | Dif. | Pts. |
| ---- | ------------- | -- | -- | -- | -- | -- | -- | ---- | ---- |
| 1.   | São José - RS | 6  | 4  | 0  | 2  | 13 | 4  | +9   | 12   |
| 2.   | Metropolitano | 6  | 3  | 1  | 2  | 3  | 5  | -2   | 10   |
| 3.   | Ituano        | 6  | 2  | 2  | 2  | 4  | 4  | 0    | 8    |
| 4.   | PSTC          | 6  | 1  | 1  | 4  | 3  | 10 | -7   | 4    |

| Primera | Metropolitano | 1 - 0 | PSTC          | Sesi                 | 21 de mayo  | 16:00 |
| Primera | Ituano        | 1 - 0 | São José - RS | Novelli Júnior       | 21 de mayo  | 16:00 |
| Segunda | São José - RS | 4 - 0 | Metropolitano | Passo d'Areia        | 27 de mayo  | 16:00 |
| Segunda | PSTC          | 2 - 1 | Ituano        | Ubirajara Medeiros   | 28 de mayo  | 17:00 |
| Tercera | Metropolitano | 0 - 1 | Ituano        | Sesi                 | 3 de junio  | 16:00 |
| Tercera | PSTC          | 1 - 3 | São José - RS | Ubirajara Medeiros   | 4 de junio  | 17:00 |
| Cuarta  | Ituano        | 0 - 0 | Metropolitano | Novelli Júnior       | 10 de junio | 17:00 |
| Cuarta  | São José - RS | 4 - 0 | PSTC          | Antônio Vieira Ramos | 11 de junio | 16:00 |
| Quinta  | Ituano        | 0 - 0 | PSTC          | Novelli Júnior       | 17 de junio | 17:00 |
| Quinta  | Metropolitano | 1 - 0 | São José - RS | Sesi                 | 17 de junio | 17:00 |
| Sexta   | São José - RS | 1 - 0 | Ituano        | Passo d'Areia        | 25 de junio | 18:00 |
| Sexta   | PSTC          | 0 - 1 | Metropolitano | Ubirajara Medeiros   | 25 de junio | 18:00 |

### Tabla de mejores segundos
| Grupo | Equipos                | PJ | PG | PE | PP | GF | GC | Dif. | Pts. |
| ----- | ---------------------- | -- | -- | -- | -- | -- | -- | ---- | ---- |
| A1    | Princesa do Solimões   | 6  | 4  | 0  | 2  | 9  | 4  | +5   | 12   |
| A4    | Altos                  | 6  | 3  | 1  | 2  | 14 | 6  | +6   | 10   |
| A5    | Maranhão               | 6  | 3  | 1  | 2  | 9  | 4  | +5   | 10   |
| A15   | Brusque                | 6  | 3  | 1  | 2  | 8  | 5  | +3   | 10   |
| A11   | Aparecidense           | 6  | 3  | 1  | 2  | 10 | 8  | +2   | 10   |
| A10   | Comercial - MS         | 6  | 3  | 1  | 2  | 10 | 9  | +1   | 10   |
| A12   | URT                    | 6  | 3  | 1  | 2  | 4  | 5  | -1   | 10   |
| A17   | Metropolitano          | 6  | 3  | 1  | 2  | 3  | 5  | -2   | 10   |
| A6    | Parnahyba              | 6  | 3  | 0  | 3  | 6  | 4  | +2   | 9    |
| A9    | Jacobina               | 6  | 3  | 0  | 3  | 9  | 9  | 0    | 9    |
| A14   | Espírito Santo         | 6  | 2  | 3  | 1  | 6  | 4  | +2   | 9    |
| A7    | Sousa                  | 6  | 2  | 3  | 1  | 6  | 4  | +2   | 9    |
| A3    | São Francisco          | 6  | 2  | 3  | 1  | 7  | 6  | +1   | 9    |
| A8    | Campinense             | 6  | 2  | 2  | 2  | 6  | 5  | +1   | 8    |
| A13   | Desportiva Ferroviária | 6  | 2  | 2  | 2  | 5  | 5  | 0    | 8    |
| A16   | Internacional de Lages | 6  | 2  | 2  | 2  | 4  | 4  | 0    | 8    |
| A2    | São Raimundo - PA      | 6  | 3  | 1  | 2  | 11 | 7  | +4   | 7    |

|  |                                                   |
|  | Clasificado a la segunda fase.                    |
|  | Clasificado a la segunda fase como mejor segundo. |
|  | Eliminado.                                        |

## Segunda fase
Los 32 equipos clasificados a la segunda fase serán divididos en llaves en las que se jugarán partidos de ida y vuelta para definir a los 16 clasificados a la fase final del campeonato.
- Los horarios de los partidos de la segunda fase del campeonato fueron publicados el 30 de junio.[10]

| Fechas           | Local ida              | Global        | Local vuelta             | Ida   | Vuelta |
| ---------------- | ---------------------- | ------------- | ------------------------ | ----- | ------ |
| 8 y 15 de julio  | Metropolitano          | 3 - 4         | São Bernardo             | 1 - 1 | 2 - 3  |
| 8 y 15 de julio  | Aparecidense           | 0 - 1         | América de Natal         | 0 - 0 | 0 - 1  |
| 8 y 16 de julio  | Desportiva Ferroviária | 1 - 4         | Operário - PR            | 0 - 2 | 1 - 2  |
| 8 y 16 de julio  | URT                    | 2 - 1         | Portuguesa - RJ          | 1 - 0 | 1 - 1  |
| 9 y 15 de julio  | Comercial - MS         | 1 - 2         | Ceilândia                | 0 - 1 | 1 - 1  |
| 9 y 15 de julio  | Brusque                | 2 - 2         | São José - RS (v.)       | 2 - 1 | 0 - 1  |
| 9 y 15 de julio  | Jacobina               | 3 - 5         | Juazeirense              | 2 - 2 | 1 - 3  |
| 9 y 15 de julio  | Espírito Santo         | 4 - 1         | Boavista                 | 1 - 0 | 3 - 1  |
| 9 y 16 de julio  | Princesa do Solimões   | 4 - 4         | Gurupi (v.)              | 3 - 3 | 1 - 1  |
| 9 y 16 de julio  | Parnahyba              | 2 - 5         | Globo                    | 2 - 3 | 0 - 2  |
| 9 y 16 de julio  | Maranhão               | 3 - 1         | Río Branco - AC          | 2 - 0 | 1 - 1  |
| 9 y 16 de julio  | Campinense             | 1 - 1         | Fluminense de Feira (v.) | 1 - 1 | 0 - 0  |
| 9 y 16 de julio  | Sousa                  | 4 - 4 (3 - 4) | Guarany de Sobral (p.)   | 3 - 1 | 1 - 3  |
| 9 y 16 de julio  | Villa Nova             | 4 - 1         | União Rondonópolis       | 2 - 0 | 2 - 1  |
| 10 y 15 de julio | São Francisco          | 3 - 6         | Atlético Acreano         | 3 - 3 | 0 - 3  |
| 10 y 16 de julio | Altos                  | 3 - 3         | Santos - AP (v.)         | 2 - 2 | 1 - 1  |

## Fase final
El cuadro final del campeonato está compuesto por las fases tres, cuatro, cinco y seis (octavos de final, cuartos de final, semifinales y final, respectivamente).
|  | Octavos de final    | Octavos de final  | Octavos de final  |                  |   | Cuartos de final  | Cuartos de final  | Cuartos de final  |  |  | Semifinales        | Semifinales        | Semifinales        |  |  | Final                 | Final                 | Final                 |
|  | 22 al 30 de julio   | 22 al 30 de julio | 22 al 30 de julio |                  |   | 5 al 14 de agosto | 5 al 14 de agosto | 5 al 14 de agosto |  |  | 19 al 28 de agosto | 19 al 28 de agosto | 19 al 28 de agosto |  |  | 3 al 10 de septiembre | 3 al 10 de septiembre | 3 al 10 de septiembre |
|  |                     |                   |                   |                  |   |                   |                   |                   |  |  |                    |                    |                    |  |  |                       |                       |                       |
|  |                     |                   |                   |                  |   |                   |                   |                   |  |  |                    |                    |                    |  |  |                       |                       |                       |
|  |                     |                   |                   |                  |   |                   |                   |                   |  |  |                    |                    |                    |  |  |                       |                       |                       |
|  | Operário - PR (p.)  | 0                 | 1 (4)             |                  |   |                   |                   |                   |  |  |                    |                    |                    |  |  |                       |                       |                       |
|  | Operário - PR (p.)  | 0                 | 1 (4)             |                  |   |                   |                   |                   |  |  |                    |                    |                    |  |  |                       |                       |                       |
|  | Espírito Santo      | 1                 | 0 (2)             |                  |   |                   |                   |                   |  |  |                    |                    |                    |  |  |                       |                       |                       |
|  | Espírito Santo      | 1                 | 0 (2)             | Operário - PR    | 3 | 2                 |                   |                   |  |  |                    |                    |                    |  |  |                       |                       |                       |
|  |                     |                   |                   |                  | 3 | 2                 |                   |                   |  |  |                    |                    |                    |  |  |                       |                       |                       |
|  |                     | Maranhão          | 1                 | 1                |   |                   |                   |                   |  |  |                    |                    |                    |  |  |                       |                       |                       |
|  | Santos - AP         | Maranhão          | 1                 | 1                | 2 | 2 (3)             |                   |                   |  |  |                    |                    |                    |  |  |                       |                       |                       |
|  | Santos - AP         |                   |                   |                  | 2 | 2 (3)             |                   |                   |  |  |                    |                    |                    |  |  |                       |                       |                       |
|  | Maranhão (p.)       | 2                 | 2 (4)             |                  |   |                   |                   |                   |  |  |                    |                    |                    |  |  |                       |                       |                       |
|  | Maranhão (p.)       | 2                 | 2 (4)             | Operário - PR    | 0 | 2                 |                   |                   |  |  |                    |                    |                    |  |  |                       |                       |                       |
|  |                     |                   |                   |                  | 0 | 2                 |                   |                   |  |  |                    |                    |                    |  |  |                       |                       |                       |
|  |                     | Atlético Acreano  | 0                 | 0                |   |                   |                   |                   |  |  |                    |                    |                    |  |  |                       |                       |                       |
|  | Atlético Acreano    | Atlético Acreano  | 0                 | 0                | 0 | 3                 |                   |                   |  |  |                    |                    |                    |  |  |                       |                       |                       |
|  | Atlético Acreano    |                   |                   |                  | 0 | 3                 |                   |                   |  |  |                    |                    |                    |  |  |                       |                       |                       |
|  | Gurupi              | 1                 | 0                 |                  |   |                   |                   |                   |  |  |                    |                    |                    |  |  |                       |                       |                       |
|  | Gurupi              | 1                 | 0                 | Atlético Acreano | 1 | 1                 |                   |                   |  |  |                    |                    |                    |  |  |                       |                       |                       |
|  |                     |                   |                   |                  | 1 | 1                 |                   |                   |  |  |                    |                    |                    |  |  |                       |                       |                       |
|  |                     | São José - RS     | 0                 | 1                |   |                   |                   |                   |  |  |                    |                    |                    |  |  |                       |                       |                       |
|  | São Bernardo        | São José - RS     | 0                 | 1                | 0 | 0 (3)             |                   |                   |  |  |                    |                    |                    |  |  |                       |                       |                       |
|  | São Bernardo        |                   |                   |                  | 0 | 0 (3)             |                   |                   |  |  |                    |                    |                    |  |  |                       |                       |                       |
|  | São José - RS (p.)  | 0                 | 0 (4)             |                  |   |                   |                   |                   |  |  |                    |                    |                    |  |  |                       |                       |                       |
|  | São José - RS (p.)  | 0                 | 0 (4)             | Operário - PR    | 5 | 0                 |                   |                   |  |  |                    |                    |                    |  |  |                       |                       |                       |
|  |                     |                   |                   |                  | 5 | 0                 |                   |                   |  |  |                    |                    |                    |  |  |                       |                       |                       |
|  |                     | Globo             | 0                 | 1                |   |                   |                   |                   |  |  |                    |                    |                    |  |  |                       |                       |                       |
|  | Globo               | Globo             | 0                 | 1                | 1 | 3                 |                   |                   |  |  |                    |                    |                    |  |  |                       |                       |                       |
|  | Globo               |                   |                   |                  | 1 | 3                 |                   |                   |  |  |                    |                    |                    |  |  |                       |                       |                       |
|  | Guarany de Sobral   | 0                 | 1                 |                  |   |                   |                   |                   |  |  |                    |                    |                    |  |  |                       |                       |                       |
|  | Guarany de Sobral   | 0                 | 1                 | Globo (p.)       | 0 | 1 (3)             |                   |                   |  |  |                    |                    |                    |  |  |                       |                       |                       |
|  |                     |                   |                   |                  | 0 | 1 (3)             |                   |                   |  |  |                    |                    |                    |  |  |                       |                       |                       |
|  |                     | URT               | 1                 | 0 (2)            |   |                   |                   |                   |  |  |                    |                    |                    |  |  |                       |                       |                       |
|  | Villa Nova          | URT               | 1                 | 0 (2)            | 0 | 1                 |                   |                   |  |  |                    |                    |                    |  |  |                       |                       |                       |
|  | Villa Nova          |                   |                   |                  | 0 | 1                 |                   |                   |  |  |                    |                    |                    |  |  |                       |                       |                       |
|  | URT (v.)            | 0                 | 1                 |                  |   |                   |                   |                   |  |  |                    |                    |                    |  |  |                       |                       |                       |
|  | URT (v.)            | 0                 | 1                 | Globo (v.)       | 1 | 2                 |                   |                   |  |  |                    |                    |                    |  |  |                       |                       |                       |
|  |                     |                   |                   |                  | 1 | 2                 |                   |                   |  |  |                    |                    |                    |  |  |                       |                       |                       |
|  |                     | Juazeirense       | 3                 | 0                |   |                   |                   |                   |  |  |                    |                    |                    |  |  |                       |                       |                       |
|  | América de Natal    | Juazeirense       | 3                 | 0                | 1 | 2                 |                   |                   |  |  |                    |                    |                    |  |  |                       |                       |                       |
|  | América de Natal    |                   |                   |                  | 1 | 2                 |                   |                   |  |  |                    |                    |                    |  |  |                       |                       |                       |
|  | Ceilândia           | 0                 | 1                 |                  |   |                   |                   |                   |  |  |                    |                    |                    |  |  |                       |                       |                       |
|  | Ceilândia           | 0                 | 1                 | América de Natal | 0 | 1                 |                   |                   |  |  |                    |                    |                    |  |  |                       |                       |                       |
|  |                     |                   |                   |                  | 0 | 1                 |                   |                   |  |  |                    |                    |                    |  |  |                       |                       |                       |
|  |                     | Juazeirense       | 3                 | 1                |   |                   |                   |                   |  |  |                    |                    |                    |  |  |                       |                       |                       |
|  | Juazeirense (v.)    | Juazeirense       | 3                 | 1                | 3 | 0                 |                   |                   |  |  |                    |                    |                    |  |  |                       |                       |                       |
|  | Juazeirense (v.)    |                   |                   |                  | 3 | 0                 |                   |                   |  |  |                    |                    |                    |  |  |                       |                       |                       |
|  | Fluminense de Feira | 3                 | 0                 |                  |   |                   |                   |                   |  |  |                    |                    |                    |  |  |                       |                       |                       |

| Bandera del estado de Paraná |
| Campeón                      |
| Operário - PR 1.er título    |

## Goleadores
| Goles | Jugador      | Club                 |
| ----- | ------------ | -------------------- |
| 9     | Eduardo      | Atlético Acreano     |
| 9     | Weverton     | Princesa do Solimões |
| 7     | Bruno Morais | Gurupi               |
| 6     | Careca       | Atlético Acreano     |
| 6     | Gláucio      | Globo                |